# Quatrième circonscription de la préfecture de Gunma
La quatrième circonscription de la préfecture de Gunma (群馬県第4区, Gunma-ken dai-yon-ku) est l'une des cinq circonscriptions législatives que compte la préfecture de Gunma au Japon.

## Description géographique
Entre 1994 et 2013, la quatrième circonscription de la préfecture de Gunma regroupait les villes de Takasaki et Fujioka et le district de Tano.
Depuis 2013, elle comprend la ville de Fujioka, une partie de la ville de Takasaki et le district de Tano,.

## Députés
| Législature | Début de mandat | Fin de mandat | Député élu         | Parti politique | Parti politique |
| ----------- | --------------- | ------------- | ------------------ | --------------- | --------------- |
| 41e         | 1996            | 2000          | Yasuo Fukuda       |                 | PLD             |
| 42e         | 2000            | 2003          | Yasuo Fukuda       |                 | PLD             |
| 43e         | 2003            | 2005          | Yasuo Fukuda       |                 | PLD             |
| 44e         | 2005            | 2009          | Yasuo Fukuda       |                 | PLD             |
| 45e         | 2009            | 2012          | Yasuo Fukuda       |                 | PLD             |
| 46e         | 2012            | 2014          | Tatsuo Fukuda (ja) |                 | PLD             |
| 47e         | 2014            | 2017          | Tatsuo Fukuda (ja) |                 | PLD             |
| 48e         | 2017            | 2021          | Tatsuo Fukuda (ja) |                 | PLD             |
| 49e         | 2021            | 2024          | Tatsuo Fukuda (ja) |                 | PLD             |
| 50e         | 2024            | -             | Tatsuo Fukuda (ja) |                 | PLD             |